# Nicolae Istrate
Nicolae Istrate (ur. 24 października 1982 w Câmpulung) – rumuński bobsleista, uczestnik dwóch igrzysk olimpijskich: w Turynie w 2006, w Vancouver w 2010.
Sportową karierę rozpoczął od lekkoatletyki – uprawiał wieloboje, był wielokrotnym mistrzem Rumunii.

## Igrzyska Olimpijskie
Nicolae Istrate uczestniczył w dwóch Igrzyskach Olimpijskich.
Na Igrzyskach w Turynie uczestniczył zarówno w dwójce z Adrian Duminicel,  zdobywając 24. miejsce oraz w czwórce w składzie Nicolae Istrate, Adrian Duminicel, Mihai Iliescu, Levente Gabriel Bartha, zajmując 22 lokatę.
Cztery lata później na Igrzyskach w Vancouver uczestniczył również w dwójce  z hamulcowym Florinem Crăciunem czwórce, w składzie Nicolae Istrate, Ioan Dovalciuc, Ionuț Andrei, Florin Crăciun, zajął 11 pozycję.